# کرم‌چاله

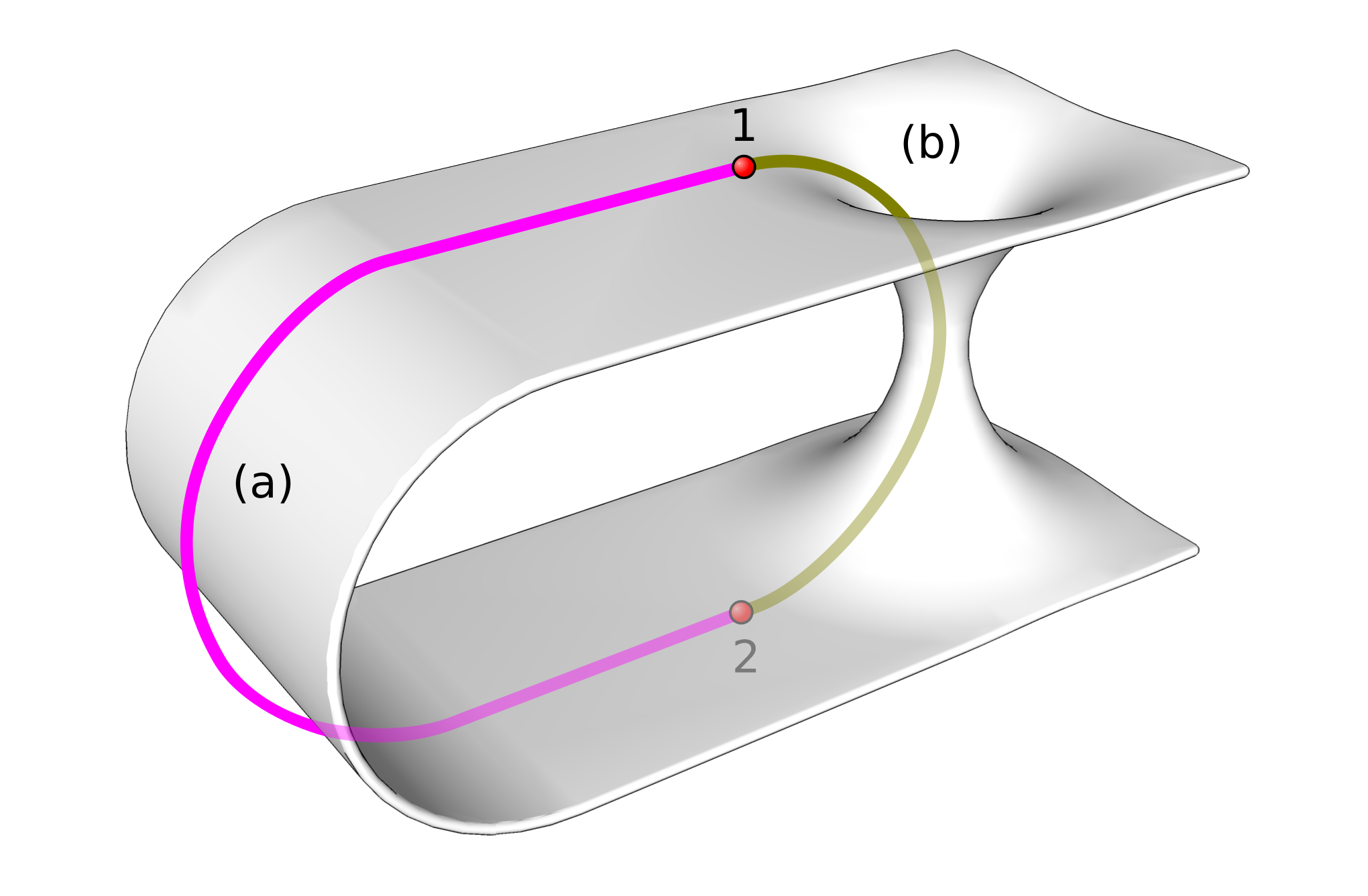
کرم‌چاله به‌صورت یک سطح دو بعدی به تصویر کشیده شده است. مسیر (a) کوتاه‌ترین راه در فضای معمولی بین نقاط ۱ و ۲ است؛ مسیر (b) مسیر کوتاه‌تری است که از طریق یک کرم‌چاله می‌گذرد.

کِرم‌چاله یا کِرم‌چال (به انگلیسی: Wormhole)، همچنین پُل اَینشتَین–روزِن (Einstein–Rosen bridge) یک ساختار فرضی است که نقاط نامتجانس در فضا-زمان را به هم پیوند داده و بر پایه جواب خاص معادلات میدان اینشتین فرضیه‌سازی شده‌است.
کرم‌چاله را می‌توان به صورت تونلی تصور کرد که پایانه‌های آن در نقاط مجزایی از فضا-زمان قرار دارند (یعنی مکان‌های متفاوت یا نقاط متفاوتی از زمان یا هردو).
کرم‌چاله‌ها با نظریه نسبیت عام آلبرت اینشتین سازگاری داشته اما وجود کرم‌چاله در جهان واقعی هنوز مشاهده نشده‌است. بسیاری از دانشمندان فرضیه سازی کرده‌اند که کرم‌چاله‌ها صرفاً تصویری (افکنشی) از بعد چهارم فضا اند، همان‌طور که دو بعد را می‌توان تنها به عنوان بخشی از یک شیء سه بعدی تجربه نمود.
کرم‌چاله‌ها قادر به اتصال فواصل بسیار طولانی (در مقیاس میلیارد سال نوری یا بیشتر)، فواصل کوتاه چند متری، جهان‌های متفاوت یا نقاط متفاوتی از زمان‌اند.

## تصویرسازی

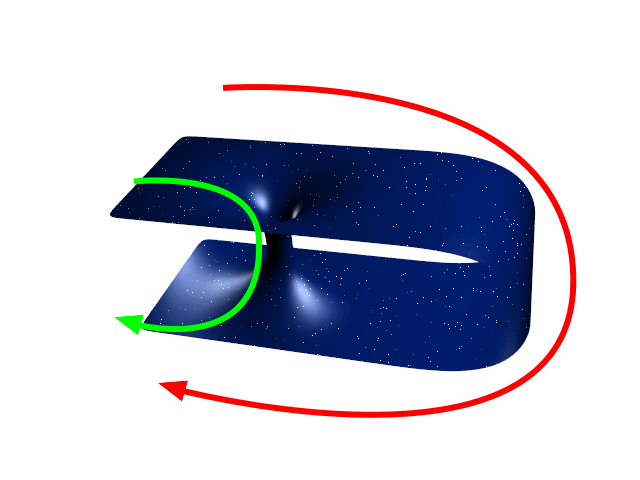
تصوری از کرم‌چاله در رویه دو بعدی

برای بیان ساده مفهوم کرم‌چاله، فضا را می‌توان به صورت یک سطح دو-بعدی در نظر گرفت. در چنین حالتی، کرم‌چاله را می‌توان به صورت سوراخی در این سطح در نظر گرفت که منجر به ایجاد لولهٔ سه‌بعدی می‌گردد (سطح داخلی یک استوانه)، آنگاه این لوله در مکان دیگری از همان سطح دو بعدی به صورت یک حفره مشابه با حفره ورودی ظهور خواهد کرد. کرم‌چاله حقیقی در صورت وجود مشابه با توصیف اخیر است، با این تفاوت که به ابعاد فضایی که در این توصیف به کار رفتند یکی اضافه می‌گردد. به عنوان مثال، به جای حفره‌های دایره‌ای روی صفحه دو بعدی، نقاط ورودی و خروجی را می‌توان به صورت سوراخ‌های کروی در فضای سه بعدی تصور نمود که منجر به «لوله» چهار بعدی مشابه با اسفریندر (استوانه کره‌ای در فضای چهار بعدی، Spherinder) خواهد بود.
روش دیگر جهت تصور کرم‌چاله‌ها این است که ورقه کاغذی را برداشته و دو نقطه جدا از هم و فاصله دار را بر روی آن ترسیم نموده، آنگاه این ورق کاغذ نمایانگر صفحه ای از فضا-زمان پیوسته بوده و دو نقطه ترسیم شده فاصله ای که باید طی شود را مشخص می‌کنند، اما از لحاظ نظری، کرم‌چاله قادر به اتصال دو نقطه به وسیله خم کردن صفحه می‌باشد (یعنی خم کردن ورقه کاغذ)، چنان‌که نقاط همدیگر را لمس کنند. بدین طریق، مسافرت بین دو نقطه بسیار راحت‌تر خواهد بود؛ چون دو نقطه دیگر از هم فاصله‌ای ندارند.

## تاریخچه
از دههٔ ۱۹۳۰ به بعد فیزیکدان‌های نظری، فرضیهٔ وجود راه‌های میانبر از میان فضا را پیش کشیده‌اند. این میانبرها که در ابتدا «سفیدچاله» و بعد «پل انیشتین–روزِن» نامیده شدند، ناحیه‌ای فرضی در فضا–زمان هستند که از بیرون امکان وارد شدن به آن‌ها وجود ندارد، اما برخلاف سیاهچاله‌ها مجال می‌دهند که ماده و نور از آن‌ها بگریزند و بیرون بیایند. سفیدچاله‌ها برعکس سیاه‌چاله‌ها عمل می‌کنند، بدین معنی که انرژی را به بیرون انتشار می‌دهند ولی به هیچ چیز اجازهٔ ورود به درون خود را نمی‌دهند؛ بنابراین سفیدچاله‌ها همان کرم‌چاله‌ها هستند.
نظریهٔ کرم‌چاله نخستین بار در سال ۱۹۱۶ بنیان نهاده شد، اما نام دیگری برایش در نظر گرفته شده بود. «لودویگ فلَم»، فیزیکدان اتریشی هنگام مرور راه‌حل فیزیکدان دیگری برای معادلات نظریهٔ نسبیت عام آلبرت انیشتین به این نتیجه رسید که راه‌حل دیگری نیز امکان‌پذیر است. او از پدیده‌ای به نام سفیدچاله نام برد که از لحاظ نظری، بازگشت زمانی سیاهچاله بود. ورود به هر دوی آن‌ها با مجرای فضا–زمان میسر می‌شود.
ساختن واژهٔ کرم‌چاله و سیاه‌چاله فضایی به جان ویلر نسبت داده شده‌است. با این حال، در دههٔ ۱۹۳۰ اینشتین و روزن با به‌کار بردن غوطه‌وری متریک شوارتزشیلد در فضای استوانه‌ای، معادلهٔ غوطه‌وری یک کرم‌چالهٔ گذرناپذیر و ناایستا که «پل اینشتین–روزن» نامیده می‌شود را به‌دست آوردند. یک سال پس از ارائهٔ نظریهٔ نسبیت عام به‌وسیلهٔ آلبرت اینشتین، سال ۱۹۱۶ فلام دریافت که از بررسی شوارتزشیلد معادلات میدان اینشتین می‌توان پاسخ کرم‌چاله‌ای به‌دست‌آورد. این‌گونه کرمچاله، «کرمچالهٔ شوارتزشیلد» نامیده شده‌است.

## هندسهٔ یک کرم‌چاله
یک کرم‌چاله در صورت وجود، خود بخشی از فضازمان چهار بُعدی عالم است. همان‌گونه که می‌دانید انیشتین در سال ۱۹۰۵ ثابت کرد که جهان تنها از سه بُعد فضایی تشکیل نشده و زمان صرفاً یک پارامتر در حال تغییر نیست. بلکه زمان خود نیز به عنوان بعد چهارم عالم به‌حساب می‌آید. در این فضازمان چهار بعدی، کرم‌چاله‌ها می‌توانند سوراخی به جهانی دیگر یا ناحیه‌ای دیگر از همین جهان باشند. پس باید در نظر داشته باشیم که این اجسام چهاربعدی هستند و ما تنها برای ساده‌سازی آن‌ها را به صورت دوبعدی نشان می‌دهیم.
به‌عنوان مثالی ساده، یک صفحه کاغذ تخت را در نظر بگیرید که از چهار سو تا فواصل بسیار دور گسترده شده باشد. هر دو طرف صفحه که آن‌ها را «رو» و «زیر» صفحه می‌نامیم، به‌طور مستقل یک فضای دوبعدی را تشکیل می‌دهند که می‌توانیم آن را یک جهان دوبعدی بینگاریم. ساکنان این جهان‌ها خود موجودات دوبعدی هستند. آشکار است که این دو جهان هیچ پیوندی با هم ندارند و ساکنان آن‌ها از وجود همدیگر بی خبرند. اکنون بینگارید یک سوراخ دایره‌ای در این صفحه ایجاد شود. به این ترتیب دو جهان به‌طور پیوسته با هم ارتباط دارند. ما این حفرهٔ تونل مانند را یک کرم‌چاله می‌نامیم.
اکنون بیایید به‌جای یک سوراخ، دو سوراخ در صفحه ایجاد کنیم. سپس لبه‌های این دو سوراخ را بکشیم تا به صورت دو لوله درآید و با ادامه دادن این کار دو لوله را به‌هم وصل کنیم. این نیز یک کرم‌چاله است. با این تفاوت که نایکسانی در آن برخلاف حالت پیشین دو گستره از یک جهان را به هم وصل می‌کند. در حالتی که فضای ما خمیده باشد مسافرت از طریق این کرم‌چاله بسیار سریع‌تر شدنی است. چون مسافت کوتاه‌تر است.
اگر در هر یک از دو ورق تخت همراستا نیز یک سوراخ ایجاد کنیم، با کشیدن لبه‌های سوراخ و رساندن دو لولهٔ ایجادشده به هم می‌توانیم یک کرم‌چاله ایجاد کنیم که صفحه بالایی یکی از ورق‌ها را به صفحه پایینی ورق دیگر وصل کند.
فیزیکدان‌ها کرم‌چاله‌ها را سیاه‌چاله‌هایی تصور می‌کنند که از میانشان می‌توان نقطه‌ای دوردست از جهان هستی را به صورت چهاربعدی نظاره کرد. اختر فیزیکدان‌ها هنوز نمی‌توانند شکل و اندازهٔ دقیقی برای سیاهچاله‌ها در نظر بگیرند، چه برسد به کرم‌چاله‌ها که در حد نظریه باقی مانده‌اند.

## متریک‌ها
نگره‌های متریک‌های کرم‌چاله، اندازش اسپاشزمان یک کرم‌چاله را بازگو می‌کنند و برای مدل‌هایی برای نورد زمانی به‌کار گرفته می‌شوند. نمونه‌ای از یک متریک کرم‌چاله (گذرپذیر) در پی می‌آید:
{\displaystyle ds^{2}=-c^{2}dt^{2}+dl^{2}+(k^{2}+l^{2})(d\theta ^{2}+\sin ^{2}\theta \,d\phi ^{2}).}
یک گونه از متریک کرم‌چاله گذرناپذیر پاسخ شوارتزشیلد است:
{\displaystyle ds^{2}=-c^{2}\left(1-{\frac {2GM}{rc^{2}}}\right)dt^{2}+{\frac {dr^{2}}{1-{\frac {2GM}{rc^{2}}}}}+r^{2}(d\theta ^{2}+\sin ^{2}\theta \,d\phi ^{2}).}

## ارجاعات
1. ↑  موندو (بی‌بی‌سی جهانی). «آیا می‌توان زمان را میان‌بُر زد؟». بی‌بی‌سی فارسی. دریافت‌شده در ۲۰۲۲-۰۸-۰۳.
2. ↑  Choi, Charles Q. (2013-12-03). "Spooky physics phenomenon may link universe's wormholes" (به انگلیسی). NBC News. Retrieved 2019-07-30.
3. ↑  "Focus: Wormhole Construction: Proceed with Caution". Physics (به انگلیسی). American Physical Society. 2. 1998-08-03.
4. ↑  Lifting the scientific veil: science appreciation for the nonscientist. Paul Sukys. Rowman & Littlefield, 1999. ISBN 0-8476-9600-6 pp.227
5. ↑  «John Wheeler: 1911-2008 - physicsworld.com». بایگانی‌شده از اصلی در ۱۳ ژانویه ۲۰۱۰. دریافت‌شده در ۳ مه ۲۰۱۰.
6. ↑  Einstein, Albert and Rosen, Nathan. The Particle Problem in the General Theory of Relativity. Physical Review 48, 73 (1935).
7. ↑  خلاصه کتاب سیاه‌چاله‌ها، کرم‌چاله‌ها و ماشین‌های زمان، نوشته جیم الخلیلی. واژه. 1386.